# Колюча печера
Колюча печера (рос. Колючая) — печера в Пермського краю Росії. Печера вертикального типу простягання. Загальна протяжність — 130 м. Глибина печери становить 56 м. Категорія складності проходження ходів печери — 1.